# بيت زينب خاتون
هو بيت أثري قديم يقع خلف الجامع الأزهر بالقاهرة. والبيت بجمال التصميم وروعة البناء جعله مقصداً لتصوير الأفلام السينمائية والمسلسلات التليفزيونية.

## تاريخ المنزل
في عام 1486 قامت الأميرة شقراء هانم حفيدة السلطان الناصر حسن بن قلاوون أحد سلاطين المماليك ببناء منزل جميل خلف الجامع الأزهر وظل هذا المنزل ملكها حتى عام 1517 ودخول العثمانيين مصر، وتعاقب الوافدون الجدد على سكن المنزل وأضفوا لمساتهم عليه.

## من هو محمد بك الألفي ؟
أطلقوا عليه اسم محمد، كان مملوكاً، جلب سنة 1775 ثم باعوه إلى تيمورلنك والذي أهداه إلى مراد بك أحد أكبر أمراء المماليك فرد عليه بهدية ألف أردب من الغلال فسمي الألفي … محمد الألفي ثم أصبح بعد ذلك أحد أكبر أمراء المماليك … هو محمد بك الألفي.
وامتلك محمد بك الألفي مالاً كثيراً وبنى القصور والبيوت وامتلك الكثير من الخدم والمماليك. محمد بك الألفي من أمراء المماليك في مصر. كان من كبار مماليك مراد بك، وعند مجيئ الحملة الفرنسية على مصر، فرّ مع مراد بك إلى صعيد مصر. إتخذ نابليون بونابرت من قصر الألفي مقرًا لإقامته. وبعد أن تحالف مراد بك مع الفرنسيين، والتي بموجبه أصبح مراد بك حاكمًا للصعيد، اعتزله الألفي واستمر في قتاله للفرنسيين، وعند قدوم الإنجليز لمصر لإخراج الفرنسيين منها، تحالف معهم، إلا أنهم بعد خروجهم من مصر عام 1802، وفق معاهدة إميان، أصبح في مواجهة مباشرة مع الأتراك، فلجأ إلى الصعيد.
إلا أنه استمر في مراسلة الإنجليز ليعودوا إلى مصر، ويساعدوه في انتزاع عرشها الذي اعتلاه محمد علي باشا، واستطاع هزيمة جيشين وجّههما محمد علي لقتاله في بني سويف والرحمانية، إلا أنه توفي في 28 يناير 1807، أثناء عودته إلى الصعيد بعد إخفاقه في حصار دمنهور، وقبل أشهر من وصول حلفاؤه الإنجليز في حملتهم على مصر.[1]
.

## من هي زينب خاتون ؟
هي إحدى خادمات محمد بك الألفي. أعتقها الألفي بك فتحررت زينب بل وتزوجت أميراً يدعى «الشريف حمزة الخربوطلي». ولأن زينب تزوجت أميراً فقد أصبحت أميرة مثله بل وأضيف لقباً إلى اسمها وهو خاتون أي المرأة الشريفة الجليلة، لذا أصبح اسمها زينب خاتون. 

واشترى لها زوجها منزل شقراء هانم حفيدة السلطان الناصر حسن بن قلاوون وسمي المنزل باسمها منزل زينب خاتون وكانت آخر من سكن هذا البيت قبل أن يضم إلى وزارة الأوقاف المصرية والتي قامت بتأجيره للعديد من الشخصيات كان آخرهم قائد عسكري بريطاني إبان فترة الاحتلال البريطاني لمصر.
رغم ما يشاع من أن المرأة في العصرين المملوكي والعثماني عُزلت وراء المشربيات واقتصر دورها في إطار عالم الجواري والحريم. لكن زينب خاتون أثبتت عكس ذلك ؛ ففي عام 1798، جاءت الحملة الفرنسية إلى مصر وبدأ نضال المصريين ضد الاحتلال الأجنبي. وشاركت زينب خاتون في هذا النضال فكانت تؤوي الفدائيين والجرحى الذين يلجأون إلى البيت عندما يطاردهم الفرنسيون؛ وقد عثر في البيت على سبع وعشرين جثة دفنت في سرداب تحت الأرض، يعتقد أنها جثث الجرحى التي كانت زينب خاتون تؤويهم داخل بيتها.وإذا كانت قصة حياة زينب خاتون تكشف لنا ملمحا مهمًا عن حياة هذه السيدة، فإن البيت نفسه وما يشتمل عليه من قاعات وأنماط هندسية يكشف لنا عن سمات العمارة المملوكية وما تحمله من رؤية .

## عمارة المنزل
يُعتبر بيت زينب خاتون نموذجًا للعمارة المملوكية. فمدخل البيت صمم بحيث لا يمكن للضيف رؤية من بالداخل وهو ما أطلق عليه في العمارة الإسلامية «المدخل المنكسر». وفور أن تمر من المدخل إلى داخل البيت ستجد نفسك في حوش كبير يحيط بأركان البيت الأربعة وهو ما اصطلح على تسميته في العمارة الإسلامية بـ «صحن البيت»، والهدف من تصميم البيت بهذا الشكل هو ضمان وصول الضوء والهواء لواجهات البيت وما تحويه من حجرات. وبيت زينب خاتون يتطابق في هذه السمة مع البيوت الأخرى في القاهرة الفاطمية مثل بيت الهراوي والذي تم بناؤه عام 1486، نفس العام الذي تم فيه بناء زينب خاتون بل ومواجه له أيضاً، وكذلك بيت السحيمي الذي تم بناؤه عام 1648، مما يدل على أن الصحن كان سمة أساسية لعمارة البيوت في العصرين المملوكي والعثماني.ودون التطرق إلي باقي عمارة المنزل لكن هنا نشير إلى إحدى غرف الأميرة وهي الركن الخاص بالولادة في الطابق الثالث حيث تتميز تلك الغرفة بالزجاج الملون المتقن الصنع الذي يضيء الغرفة بألوان مختلفة حين يسقط ضوء الشمس عليه. وعلى الجانب الأيسر من الحجرة، يوجد باب يؤدي إلى «صندلة»، والأخيرة تشتمل على سرير علوي كانت تمكث فيه السيدة بعد الولادة. فبعد أن تلد السيدة، كانت تصعد إلى الصندلة ولا تترك الغرفة إلا بعد مرور أربعين يومًا. ولذلك حكمة طبية وهي أن مناعة الطفل تكون ضعيفة في الأربعين يوما الأولى. ولذا كانت الصندلة تعمل على عزل الجنين والأم عن أي مسببات قد تضر بصحة أي منهما.

## معرض صور

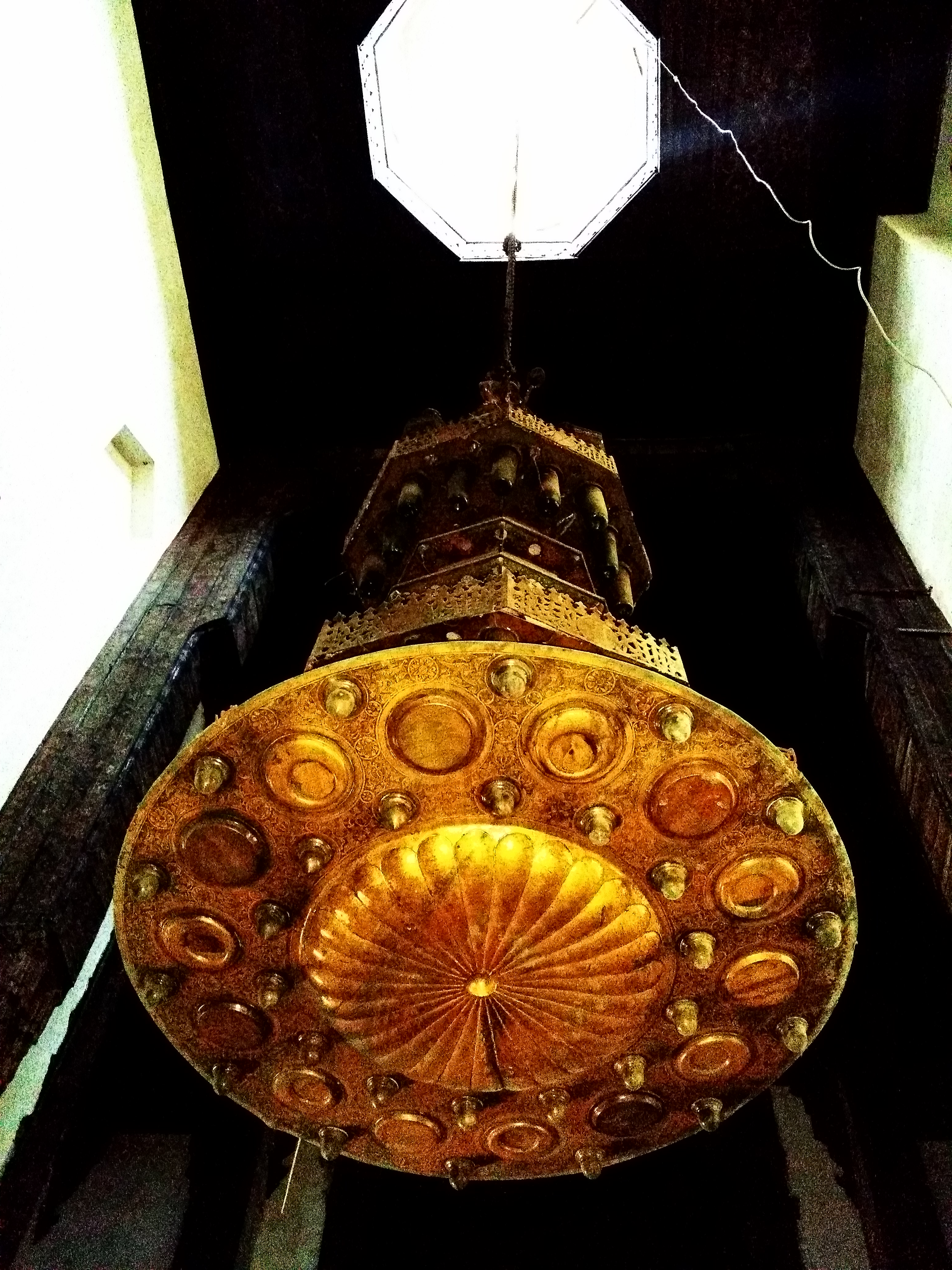